# Le Panorama des boudoirs ou l'Empire des Nairs
 (février 2017).
Si vous disposez d'ouvrages ou d'articles de référence ou si vous connaissez des sites web de qualité traitant du thème abordé ici, merci de compléter l'article en donnant les références utiles à sa vérifiabilité et en les liant à la section « Notes et références ».
Le Panorama des boudoirs, ou L'Empire des Nairs est un roman féministe écrit par James Henry Lawrence composé de quatre volumes de 300 pages. 

## Historique
Il est imprimé pour la première fois en France en 1807 (édition inconnue) mais immédiatement saisi par la police de Napoléon. Il faut attendre 1814 pour qu'il soit autorisé à la diffusion en France. Le roman est précédé d'un « préliminaire » qui critique le mariage en tant que source d'adultère (avec son lot de mensonges, de crimes d'honneur et de « bâtardise ») et d'esclavage pour les femmes. Le roman décrit une société matrilinéaire utopique, inspirée de la société des Nayars, où le mariage a été aboli, ainsi que la paternité, où hommes et femmes sont libres sexuellement. 
Les mères y transmettent leur nom et leurs propriétés de mère en fille, et les plus pauvres sont rémunérées pour leur travail procréatif, leur assurant une indépendance totale vis-à-vis des hommes. Accueilli avec enthousiasme, ironie ou force dédain par la critique dans tout l'espace européen de la cause des femmes, le livre tombe ensuite dans l'oubli jusqu'au début du XXe siècle où il redevient un objet d'intérêt, notamment pour les spécialistes du poète Percy Shelley.

## L'auteur

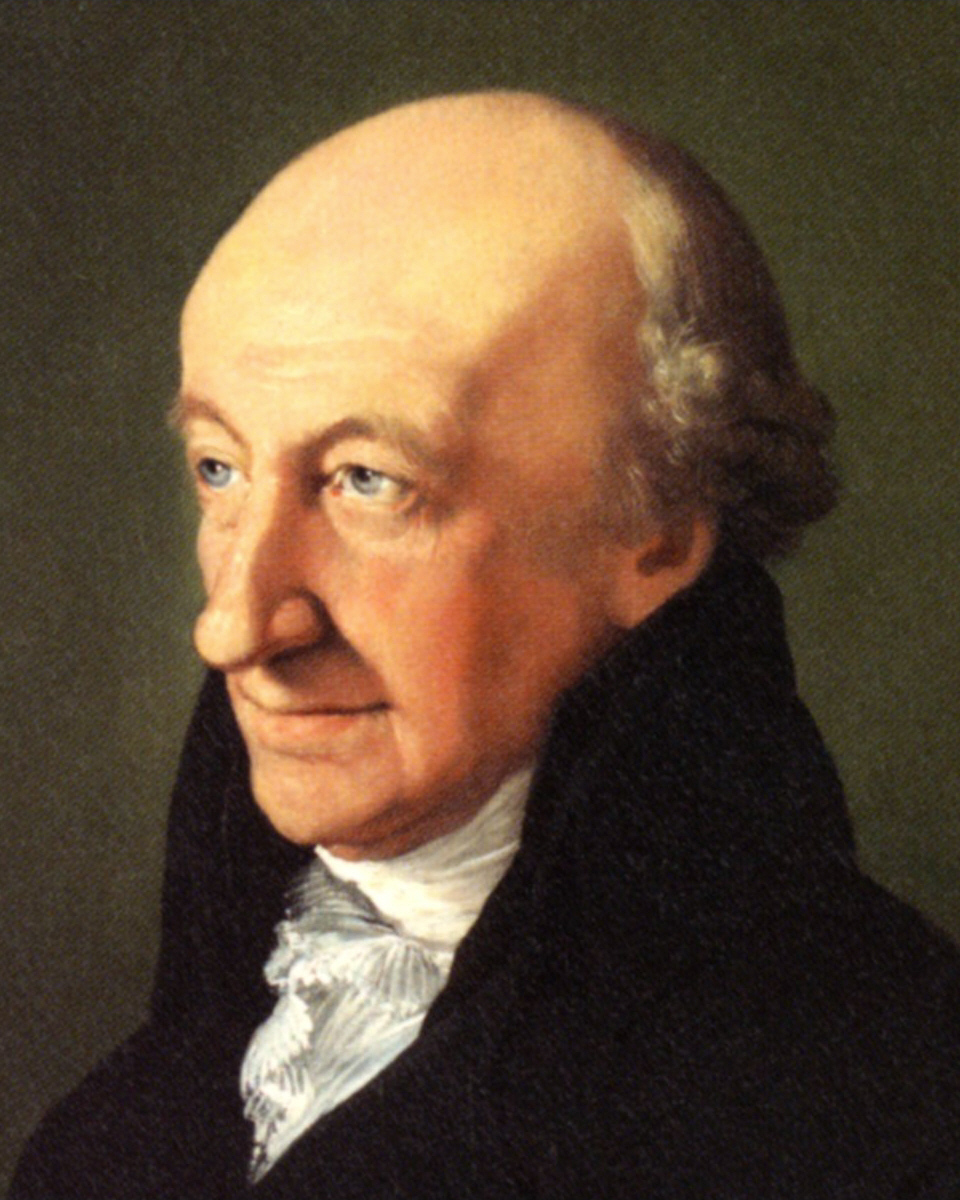
Christoph Martin Wieland est le premier à publier Lawrence dans sa revue

James Henry Lawrence est né à la Jamaïque en 1773, fils de Mary Hall (née en 1747, décédée en 1815, elle est connue aujourd'hui pour avoir servi de modèle au peintre américain Benjamin West) et de Richard James Lawrence (1745-1830), James Henry a quatre frères : George Lawrence (1775-1861), Charles Lawrence (1776-1853) futur maire de Liverpool, Henry Lawrence (1779-1864), et Frederick Augustus (1780-1840).
Lawrence fait ses études au collège d'Eton, à Londres, avant de les continuer à l'université de Göttingen en Allemagne. Il a vingt ans quand il écrit, en anglais, un premier Essai sur le système des Nairs. Wieland, le « Voltaire allemand », le pousse à le traduire en allemand et le publie dans sa revue Der Neue Teutsche Merkur en 1793. Encouragé par Schiller, Lawrence écrit le roman destiné à illustrer ses vues sur la nécessaire abolition du mariage. Il le publie dans le Journal des Romane, en 1801, sous le titre Das Paradies des Liebe. Lawrence traduit lui-même ce roman en français en 1807, sous le titre L'Empire des Nairs ou Le paradis de l'amour ; puis en anglais sous le titre The Empire of the Nairs or the Rights of Women, An Utopian Romance, en 1811.
Entre 1803 et 1809, Lawrence est, comme la plupart des Britanniques résidant en France ou en Belgique, tenu prisonnier par l'armée de Napoléon d'abord à Verdun, puis à Tours et enfin à Orléans, d'où il rapportera des éléments pour un second livre.

## La diffusion et la réception du livre en Europe
L'Empire des Nairs est traduit en français est publié chez Maradan, éditeur parisien qui publie également Mme de Genlis ou Pauline de Meulan. Cette version française, aussitôt interdite de diffusion en France, est vendue à Francfort et à Hambourg. Elle est ensuite maintes fois rééditée : une fois en 1814 avec un titre modifié (L'Empire des Nairs ou le Paradis de l'amour, toujours chez Maradan), une autre fois en 1816, sous le titre Le Panorama des boudoirs ou l'Empire des Nairs, etc. (chez Pigoreau), en 1817 (de nouveau chez Pigoreau).
Toujours pour le lectorat français, James Henry Lawrence remanie son livre vingt ans plus tard, en le publiant sous le titre Les enfants de Dieu ou la religion de Jésus réconciliée avec la philosophie. C'est un fascicule très court (15 pages) qui sera maintes fois commenté par les Saint-Simoniennes comme Suzanne Voilquin ou Claire Demar. Une dernière version française du même roman est publiée en 1837, sous le titre Plus de maris ! plus de pères ! ou le Paradis des enfants de Dieu.
L'Allemagne est le pays qui accueille le plus favorablement le livre de James Lawrence. Une certaine Hamburgh Review, en novembre 1801, en souligne l'originalité : « This is a work perfectly original, and will in many respects make a new era in European culture. The customs of almost all nations and their opinions on love and marriage are detailed in this work, but not in the manner of Barthelemy’s Anacharsis, who relates his own travels ; here a poetic necessity produces the most interesting materials, and unites them in a point of view, which affords the most multifarious delight ».
L’année suivante (en octobre 1802), c’est la Gotha Review qui lui fait le crédit d'adopter les principes de Wollstonecraft, en soulignant combien l'idée de montrer une nation atteignant le plus haut degré de civilisation par la suppression du mariage « mérite d'être examinée avec attention : The author adopts the principles of Wollstonecraft, but his plan is more extensive and consistent. He accuses marriage of being a yoke for life ; he speaks with severity, but with eloquence. The intention of this Romance is to show the possibility of a nation attaining the highest degree of civilization without marriage. We are far from the author for this paradox – we confess that his work contains much truth, and that his ideas merit attention : he possesses the talent of making all the inconveniences, contradictions, and horrors of our institutions pass before our eyes – and enchains the attention by the abundance of events ».

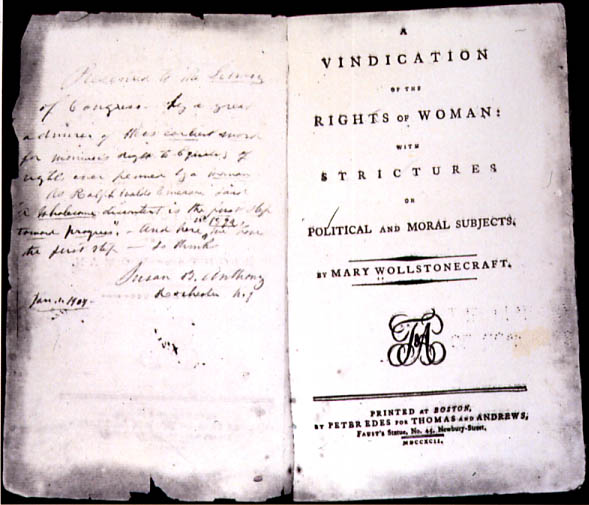
Lawrence a lu Wollstonecraft, qu'il cite dans son ouvrage et dont il reprend notamment l'idée de donner la même éducation aux filles et aux garçons.

L'accueil par la presse anglaise est plus froid. L’édition anglaise sort en mai 1811. Cette année-là, The Critical Review lui consacre quatre pages mordantes, s'attendant à ce que ses lecteurs, et surtout ses lectrices, rejettent avec « dégoût et indignation » un texte aussi « absurde, improbable, indécent, immoral et seulement bon pour le feu »– tout en en livrant de longs extraits : « … there is no English lady, but who, after the first glimpse, will, we are assured, throw it down in disgust and indignation. (…) We do not attempt to give any account of the take, which is at once absurd, improbable, indecent, immoral, and fit only for the flames ». Le compte-rendu conclut sur un ton anti-allemand : « So much for the German romances, German morality, and German nonsense ». L'auteur de cette longue revue de l'Empire des Nairs en vient même à douter que Lawrence soit vraiment anglais, renvoyant cette somme d'inepties à la moralité, à la romance et au non-sens allemands.
Pour le poète Percy Shelley, qui le lit au cours de l'été 1812, c'est la plus intelligente pensée qu'il a lue sur le mariage depuis Wollstonecraft. Une partie de son œuvre, notamment Queen Mab (1813) est supposée s'inspirer de son système d'amour libre.

## Résumé de l'Essai sur le Système des Nairs
L'essai sur le système des Nairs, intitulé simplement « préliminaire » dans le roman, est un plaidoyer en faveur de l'égalité des hommes et des femmes. Il dénonce le joug exercé par les hommes dans le mariage et dans l'éducation donnée aux filles. Selon l'essai, le mariage est la source de la plupart des maux personnels et sociaux : non seulement il assure la domination de l'homme sur la femme, mais à une époque où le divorce est interdit ou difficile dans la plupart des pays européens, le mariage est une prison ; les hommes et les femmes étant des êtres par nature instables, ils ne sauraient se plaire indéfiniment et rester fidèles. Cette infidélité provoque non seulement du mensonge et des conflits, mais également des crimes d'honneur et une incertitude sur la paternité des enfants. C'est cette anxiété, surtout, qui est problématique pour Lawrence - en cela il n'est pas différent de nombre d'hommes de son époque. Aucun mariage, même commencé sous les meilleurs auspices, ne protègera un homme de cette incertitude fondamentale. Par ailleurs, un mariage malheureux, lorsqu'il ne provoque pas d'infidélité, rend les époux infertiles. Il pose donc un obstacle à l'accroissement de la population.
Pour pallier ces inconvénients du mariage, Lawrence propose d'abolir le mariage et la paternité. Les femmes et les hommes deviennent libres d'aimer comme bon leur semble. Seules les femmes en assument les conséquences en élevant elles-mêmes les enfants. Celles qui n'ont pas les moyens de vivre de leur fortune sont rémunérées par l'État à raison du nombre d'enfants qu'elles élèvent et éduquent ; elles sont également seules détentrices de la propriété, qu'elles transmettent de mère en fille, en même temps que leur nom. Les hommes, dont la paternité a été supprimée, ne connaissent que les enfants des femmes de leur famille, c'est-à-dire essentiellement de leurs sœurs. Ils ne sont en aucun cas responsables d'eux, à titre moral ou économique. Leur seule source de revenu vient des femmes qui leur allouent une rente. Leur rôle est de mettre leur énergie sexuelle ainsi libérée (de la paternité) au service de leur génie, qu'il soit militaire, savant ou politique : « … libres des embarras d'une famille », ils sont « toujours prêts à voler au-devant de l'ennemi. Le nom de père est inconnu à un enfant nair ; il parle des amis de sa mère, mais il ne parle jamais de son père. »
Le système que propose Lawrence « assure aux enfants une naissance incontestable, favorise la population, consacre les droits des femmes, et laisse une libre carrière au génie entreprenant des hommes ».